# Svart dystermal
Svart dystermal, Eulamprotes atrella är en fjärilsart som beskrevs av Michael Denis och Ignaz Schiffermüller 1775. Svart dystermal ingår i släktet Eulamprotes och familjen stävmalar. Arten är reproducerande i Sverige. Inga underarter finns listade i Catalogue of Life.